# São Cristóvão de Nogueira
São Cristóvão de Nogueira ist eine Gemeinde (Freguesia) im portugiesischen Kreis Cinfães. In ihr leben 1638 Einwohner (Stand 19. April 2021).
Die Gemeinde befindet sich am Südufer, dem linken Ufer des Douro. 

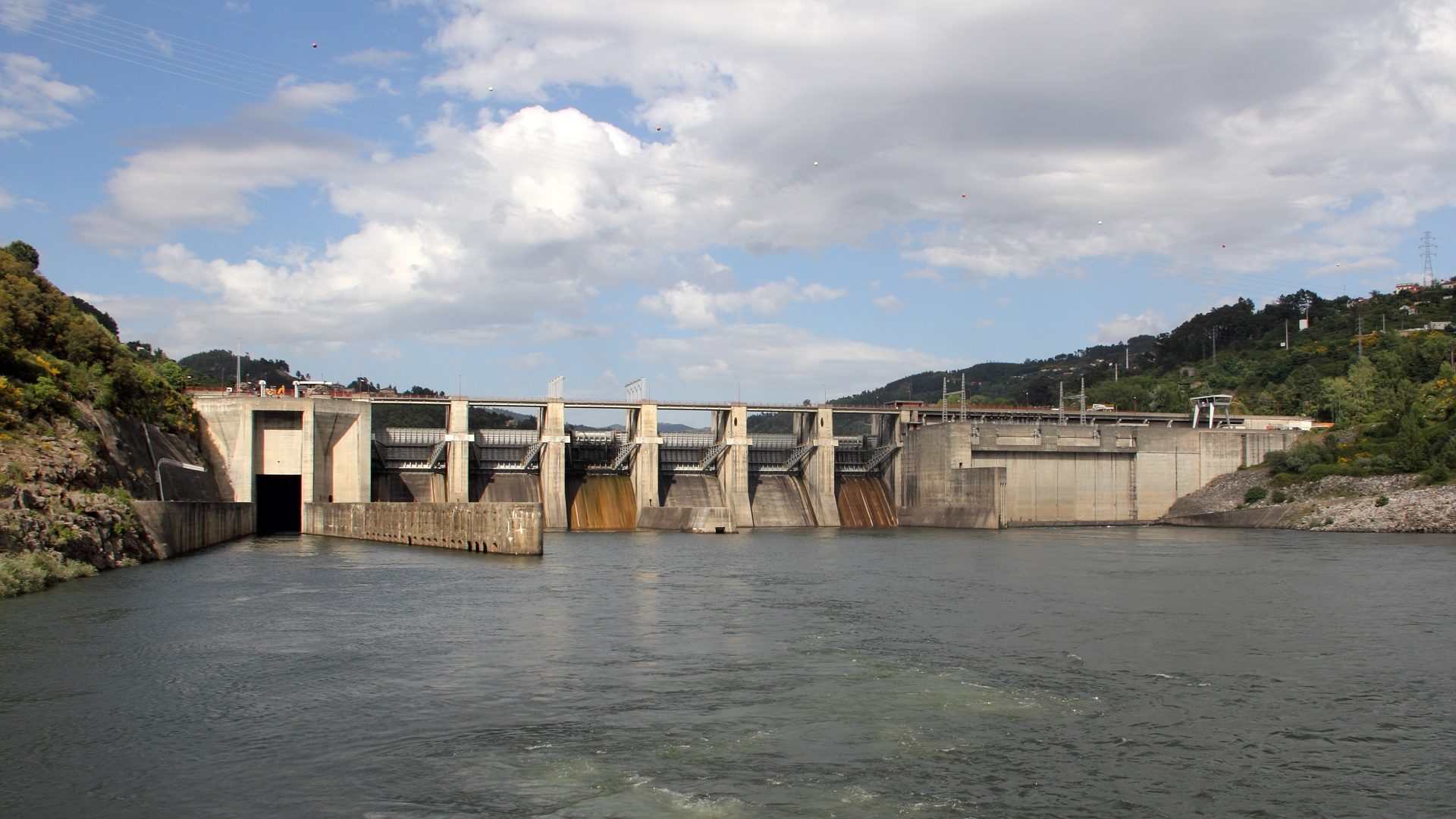

Seit 1971 ist das 201-MW-Wasserkraftwerk Carrapatelo und die gleichnamige Schleuse mit einer Fallhöhe von 35 m in Betrieb. Über die Staumauer wird eine Verbindungsstraße von der EN 222 zur ER 108 in der Gemeinde Penhalonga e Paços de Gaiolo am Nordufer geführt.